# 光叶铁仔
光叶铁仔（学名：Myrsine stolonifera），也叫蔓竹杞，为紫金牛科铁仔属下的一种灌木，分布于东亚，模式标本来自浙江宁波。

## 扩展阅读
- 維基物種上的相關：光叶铁仔